# Grabkammer (Roman)

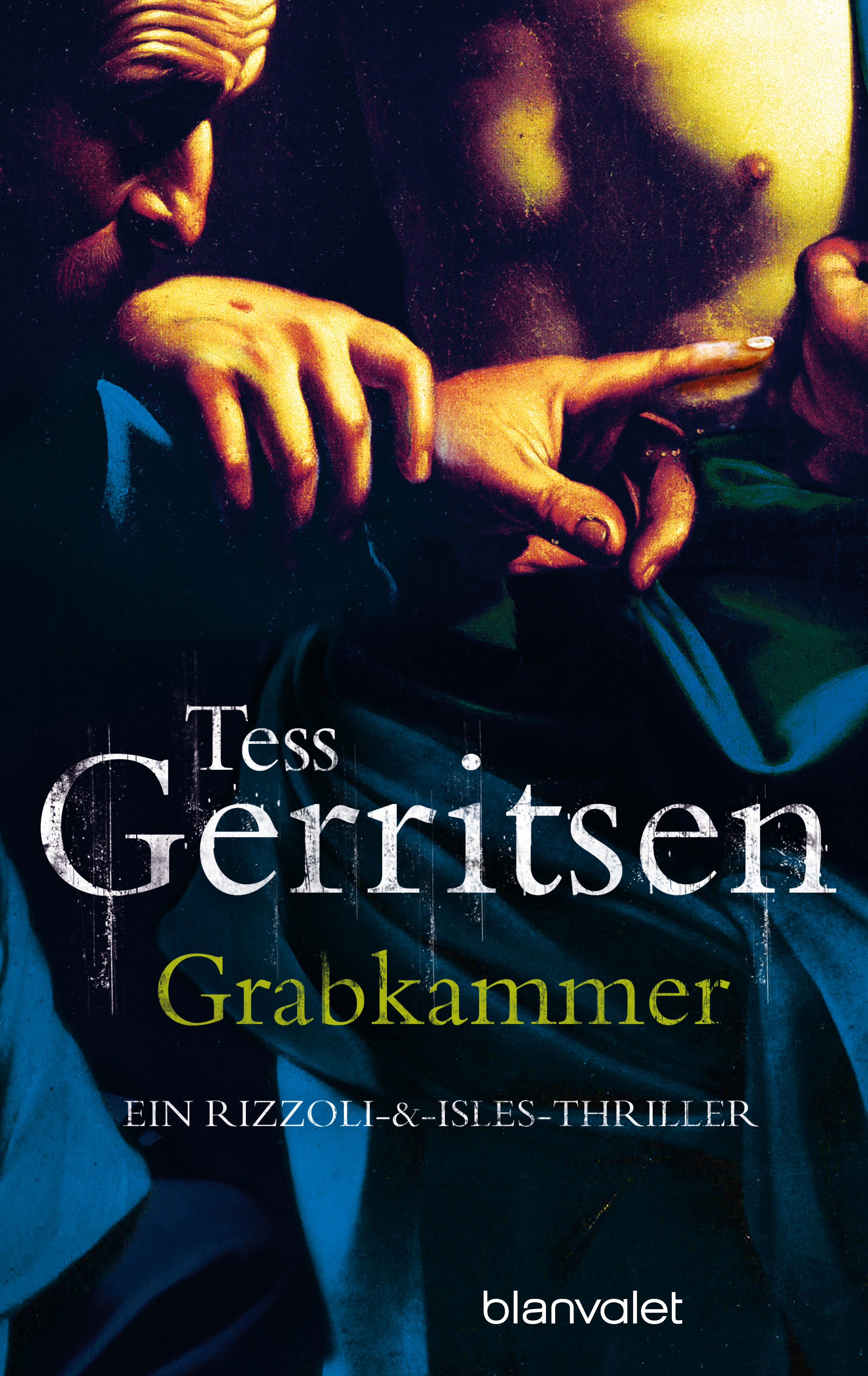
Grabkammer

Grabkammer ist ein Thriller der US-amerikanischen Autorin Tess Gerritsen. Der Roman, der im Mai 2009 im Limes-Verlag erschien, ist  die siebte Geschichte, in der Jane Rizzoli die Hauptrolle spielt. Die deutsche Ausgabe, die von Andreas Jäger übersetzt wurde, erreichte sofort den ersten Platz der Bestseller-Liste. Die englischsprachige Originalausgabe trägt den Titel The Keepsake und wurde 2008 im Ballantine-Verlag veröffentlicht.

## Handlung
Eine Mumie, als Madam X bezeichnet und aus dem nicht katalogisierten Bestand des Bostoner Crispin-Museums stammt, sorgt für Aufsehen. Der von großem Medieninteresse begleiteten CT-Untersuchung wohnen neben der Rechtsmedizinerin Maura Isles auch der Kurator des Museums, Nicholas Robinson, und die Ägyptologin Josephine Pulcillo bei. Im Bein von Madam X findet sich eine Pistolenkugel. Die entsprechende Kallusbildung beweist, dass die Verletzung nicht postmortal zugefügt wurde, obwohl die Leinenbinden der Mumie auf ein Alter von mehr als 2000 Jahren datiert wurden. Bei der anschließenden Obduktion, die Maura in Anwesenheit der Detectives Jane Rizzoli und Barry Frost vornimmt, findet sie im Mund der Mumie eine goldene Plakette in Form einer Kartusche mit der Inschrift „Ich war bei den Pyramiden“ und zusätzlich den Namen Medea.
Daheim vermisst Josephine ihre Schlüssel und erhält die an Josephine Sommer adressierte Nachricht „Die Polizei ist nicht dein Freund“. Debbie Duke führt Jane und Barry im Museum zu ihrem Chef Simon Crispin, der den Detectives etwas über den ehemaligen, an Alzheimer leidenden Kurator William Scott-Kerr erzählt.
Als die Polizei den Keller des Museums durchsucht, entdeckt sie hinter einer Mauer drei Schrumpfköpfe. In einem der Tsantsas steckt eine 26 Jahre alte Zeitung aus Indio (Kalifornien). Josephine, die auf die Entdeckung sehr nervös reagiert, bekommt zuhause die schriftliche Aufforderung „Finde mich“ mit den Koordinaten der Blue Hills Reservation. Nachdem sie dort ihre Schlüssel gefunden hat, stößt sie im Kofferraum ihres Autos auf eine gut konservierte Leiche.
Daraufhin flieht sie zu ihrer Freundin Gemma Hamerton nach Waverly. Maura erhält nach einem Rendezvous mit dem Priester Daniel Besuch von Anthony Sansone. Das Mitglied des Mephisto Clubs erzählt ihr, dass die Crispins von Kriegen profitieren. Sowohl Madam X als auch die von Josephine entdeckte Leiche wurden einige Zeit vor ihrem Tod durch Beinverletzungen verkrüppelt. Während der Experte Vandenbrink in dem neuesten Opfer eine Moorleiche ähnlich dem Mädchen von Yde erkennt, wird Madam X als Lorraine Edgerton identifiziert, die vor 25 Jahren als Archäologin in New Mexico arbeitete und spurlos verschwand. Frost hat ermittelt, dass die Moorleiche aus einem Moor im Nordosten der USA stammen muss. Außerdem erhält die Polizei die Information, dass eine Josephine Pulcillo vor 24 Jahren bei einem Unfall in San Diego starb.
Jane und Barry besuchen Professor Quigley bei einer Ausgrabung im Chaco Canyon, an der damals auch Lorraine und Bradley, der Sohn des reichen Finanziers Kimball Rose, mitwirkten. Bradley ging jedoch schon früh vom Chaco Canyon zum Crispin Museum. Kimball erzählt den Detectives, dass er mit seinem Sohn in Ägypten nach der verlorenen Armee des Kambyses suchte. Er verweigert weitere Auskünfte, aber seine schwerkranke Frau Cynthia deutet an, dass Bradley in eine psychiatrische Anstalt in Maine eingewiesen wurde. Detective Crowe berichtet seinen Kollegen, dass bei einem Haus in San Diego, in dem Josephine vor zwölf Jahren mit ihrer Mutter lebte, die Leiche des dort erschossenen Jimmy Otto vergraben wurde. Mutter und Tochter flohen aus San Diego. Der perverse Jimmy war gleichzeitig mit Bradley sowohl in der Psychiatrie des Hilzbrich Institute als auch im Chaco Canyon.
Der Mörder tötet Gemma in ihrem Haus und schießt der flüchtenden Josephine ins Bein. Im Krankenhaus konfrontiert Jane Josephine mit der Vergangenheit in San Diego. Josephine behauptet, dass ihre Mutter Medea, die vor drei Jahren bei einem Autounfall gestorben sei, in Notwehr geschossen habe. Anschließend seien sie wegen eines älteren Verbrechens geflohen. Ihr Vater ist angeblich vor ihrer Geburt gestorben und zwar bei der Kambyses-Ausgrabung, bei der auch Gemma anwesend war. Jane holt Josephine zurück nach Boston. Im Gespräch mit ihrem Ehemann Gabriel erkennt die Polizistin, dass alle Opfer Ähnlichkeit mit Medea haben. Bradley und Jimmy stellten Medea schon früh nach, was ihnen eine Anzeige einbrachte, die Medea jedoch zurückzog.
Simon Crispin, der ebenfalls in Ägypten dabei war, offenbart Josephine, die mittlerweile wieder im Museum arbeitet, dass Kimball ihr damals zu dem Job verholfen habe. Kurz nach dem Gespräch wird Simon im Keller ermordet und Josephine entführt. Frost, der bereits durch eheliche Probleme mit Alice angeschlagen ist, reagiert völlig verzweifelt, weil er Josephine an diesem Abend aus dem Museum abholen sollte, und zieht sich vorerst aus den Ermittlungen zurück, während Kimball Jane bedroht. Maura erhält eine „Finde mich“-Botschaft mit den Koordinaten ihres eigenen Hauses und findet im Garten Josephines abgeschnittene Haare. Jane zeigt, dass auch der Schrumpfkopf eine dunkelhaarige Schönheit war, womit Maura ins Schema passen würde.
Von Doktor Hilzbrich erfährt Jane, dass sich Bradley als Mitläufer und Jimmy als Anführer gut ergänzten. Frost kehrt ins Team zurück und findet heraus, dass die an der Moorleiche gefundene Orono-Segge nur in Maine wächst, genau dort, wo sich das leerstehende Gebäude des Hilzbrich Institute befindet. Josephine erinnert sich in ihrem Kerker daran, dass sie selbst den tödlichen Schuss in San Diego abgab, und erfährt bei einem Fluchtversuch, dass ihr Entführer nicht alleine agiert. Jane entdeckt im Moor neben dem Hilzbrich Institute weitere Leichen und Barry bringt die totgeglaubte Medea Sommer zu ihr ins Hotel.
Medea verrät ihnen, dass sie in Ägypten ein Verhältnis mit Bradley hatte, aus dem ihre Tochter Josephine hervorging. Anschließend floh sie vor Bradley, aber Kimball zwang sie mit Geld und Drohungen gegen Josephine, die Anzeige zurückzuziehen. Sie erklärt außerdem, dass der Tote in San Diego nicht Jimmy, sondern Bradley sei. Jimmys Schwester wollte ihren Bruder offenbar schützen, indem sie die Leiche falsch identifizierte. Jane vermutet, dass sich Josephine an Carries Wohnsitz in Framington befindet.
Dort retten sich Jane und Barry aus ihrem explodierenden Auto. Sie begegnen Jimmy und Carrie, die sie als Debbie im Museum kennengelernt haben. Es kommt zur Konfrontation zwischen Medea und Jimmy sowie mehreren Schüssen, bei denen die Otto-Geschwister sterben.
Nachdem ein anderer Polizist mit der Aussage, damals Jimmys DNA bei der Leiche in San Diego identifiziert zu haben, für Verwirrung gesorgt hat, überfällt Kimball Medea in ihrer Wohnung. Die Polizei ist jedoch vorbereitet und hört zu, wie Kimball gesteht, dass er seiner Frau Bradleys Tod verheimlicht und die DNA in San Diego gefälscht hat. Schließlich erschießt sich Kimball selbst und Medea fährt zu ihrer Tochter.

## Hintergrund
Die Autorin verarbeitet in ihrem Roman neben ihrem medizinischen Fachwissen auch archäologische Kenntnisse. Die drei Arten der Leichenkonservierung (Mumie, Schrumpfkopf, Moorleiche) wurden tatsächlich praktiziert. Das Mädchen von Yde und Kambyses II. sind historische Personen. Durch die persönlichen Beziehungen zwischen Jane und Gabriel sowie Maura und Daniel, die in Nebenhandlungen thematisiert werden, knüpft der Roman an die vorherigen Werke der Rizzoli-Reihe an.

## Rezensionen
Die Rezensionen fielen sehr unterschiedlich aus.
Jochen König von krimi-couch.de zeigt kein Interesse an „langwierigen Exkursen in archäologische Spezialgebiete“ und bezeichnet „das wenig nachdenkenswerte Buch, das nicht mal ein Schrumpfköpfchen geistig überfordern würde“ deshalb wegen fehlender Spannung kritisch als „Schmierseifenoper für Hobbyarchäologen“. Zu einem weniger negativen Fazit kommt Michael Sterzik bei buchwurm.info, der „die medizinischen und historischen Ansätze“ lobt. Seiner Meinung nach „spielt die Zeit die eigentlich größte Rolle“, aber weil sich „die Handlung und die daraus resultierende Spannung […] ganz allein auf die Person der jungen Archäologin“ konzentriert, vermisst er ein paar Überraschungen.
Sehr positiv bewertet hingegen Silke Schröder bei hallo-buch.de den Roman. Für sie ist es ein „echter Pageturner mit garantiertem Gänsehaut-Effekt, den man erst durchgelesen wieder aus der Hand legt“. Manuela Martini kommt bei Focus Online zu der Erkenntnis, dass Tess Gerritsen für „abgebrühte, in allen möglichen Tötungsarten bewanderte Krimileser […] einen Serienkiller der raffinierteren Sorte“ präsentiert. Die Rezensentin lobt die Komplexität der Geschichte: „Wo viele Storys auf der Zielgeraden […] geradewegs auf die Grabkammer zusteuern, baut Gerritsen einen Seitentunnel, noch eine geheime Treppe und eine verborgene Tür ein, bis sie endlich das schwere Tor zur Grabkammer vor uns explodieren lässt.“